# Alas (novela)
Alas (en inglés, Wings) es la novela de hadas debut para jóvenes y adultos de la autora Aprilynne Pike. Es el primero de cuatro libros sobre una niña de quince años que descubre que es un hada enviada entre los seres humanos para vigilar la puerta de entrada a Avalon.
"Alas" fue lanzado en los EE.UU., Reino Unido y Canadá el 5 de mayo de 2009, y se convirtió en The New York Times Best seller en su primera semana de ventas, alcanzó el puesto #1 en el "Children's Chapter Books" en su segunda semana. También fue un Publishers Weekly Best seller e hizo a Pike el best-seller autor de libros infantiles no famoso para debutar en 2009. Alas se convirtió en un éxito internacional en 2010.
La secuela de Alas, Hechizos, fue lanzada el 4 de mayo de 2010 en Estados Unidos.

## Argumento
A los 15 años, Laurel ha vivido toda su vida en la tierra de su familia cerca de Orick, California y el Instituto Nacional Redwood y Parques del Estado, donde fue educado en casa por sus padres hippies. Así que cuando se traslada a Crescent City, California, para asistir a la escuela pública, Laurel tiene que hacer algunos ajustes. Mientras echa de menos estar al aire libre todo el tiempo, ella está haciendo bastante bien en su nueva escuela y pronto se hace amiga de David, un chico guapo y dulce que entiende a Laurel y a su dieta vegetariana estricta. Las cosas están mirando hacia arriba hasta que un golpe entre los brotes de los hombros de Laurel había una flor gigante.
Reacios a confiar su aflicción reciente a sus padres, Laurel busca la ayuda de David, y juntos investigan el extraño fenómeno de sus "alas" o flores. Su única pista es que cuando tenía unos tres años de edad, se encontró a las puertas de sus padres en una cesta, sin conocimiento de dónde venía.
En un viaje de regreso a la casa de su familia, el mundo de Laurel cambia para siempre cuando se encuentra con Tamani. Laurel se encuentra inexplicablemente atraído hacia él, y que proporciona muchas de las respuestas que ha estado buscando. Resulta que ni siquiera es humano, como Tamani, ella es un hada. Como changeling, fue enviada a sus padres para heredar sus tierras, que tiene algo muy importante para las hadas. Este plan es casi frustrado cuando la familia de Laurel se muda y pone a la venta las tierras. La puerta a Avalon, que las hadas han protegido durante siglos, se ve ahora amenazada, y Laurel debe ayudar a salvar el secreto de las hadas, proteger a su familia, ordenar sus confusos sentimientos de David y Tamani, y descubrir su propia identidad y su lugar en ambos mundos.

## Premios y nominaciones
- IndieBound la primavera de 2009 Indie Lista Siguiente selección[8]
- American Library Association "Mejores Libros para Jóvenes Adultos" nominado[9]
- Romantic Times "Mejor Joven Adulto Paranormal / Fantasía Novela" nominado[10]
- Cybils Awards Fantasía / Ciencia Ficción nominado[11]
- Whitney Awards "Mejor Ficción Especulativa" finalista[12]

## Recepción de la crítica
Alas debutó con críticas positivas en general, con las comparaciones con la saga de Crepúsculo de Stephenie Meyer. Meyer respaldó la labor de Pike a través de una propaganda cubierta, que dice: "Un debut extraordinario"; "El ingenio de la mitología es sólo comparable con la belleza asombrosa con la que se desarrolla la historia"  Booklist escribió: "Esta primera novela está claramente diseñado para atraer a la serie Twilight, aunque no de forma significativa el borde inferior (y sangre). Hay, sin embargo, un triángulo familiar... tarifa Bellas escapista, esto claramente se mezcla lo cotidiano con el otro mundo. " Romantic Times otorgado las alas de una "selección superior", llamándolo "una historia apasionante de peligro y el amor. Esta re- interpretación de la historia es un hada que cautivará a los lectores con su credibilidad y la imaginación."

## Traducciones
|     | Idioma    | Editorial                                       | Título                   |
| --- | --------- | ----------------------------------------------- | ------------------------ |
| 1.  | Alemán    | Verlagsgruppe Random House                      | Elfenkuss                |
| 2.  | Portugués | Bertrand (Portugal)                             | Wings: O Beijo dos Elfos |
| 3.  | Hebreo    | Matar Publishing House                          | כנפיים                   |
| 4.  | Francés   | Editions ADA (Canadá) Pocket Jeunesse (Francia) | Ailes                    |
| 5.  | Italiano  | Sperling & Kupfer Editori                       | Wings                    |
| 6.  | Español   | Ediciones Urano                                 | Alas                     |
| 7.  | Turco     | Pegasus Yayincilik                              | Kanatlar                 |
| 8.  | Polaco    | Wydawnictwo Dolnośląskie                        | Skrzydła Laurel          |
| 9.  | Lituano   | Media Incógnito                                 | Sparnai                  |
| 10. | Ruso      | Exmo                                            | Крылья                   |
| 11. | Griego    | Livanis                                         | φτερά                    |
| 12. | Euskara   | Mezulari                                        | Hegoak                   |
| 13. | Croata    | Mozaik Knjiga                                   | Krila                    |

## Adaptación cinematográfica
El 14 de julio de 2009, Variety anunció que The Walt Disney Company ha adquirido los derechos cinematográficos de Alas, con Miley Cyrus para protagonizar como Laurel.